# Dire Dawa
Dire Dawa er en by i det østlige Etiopien, der med et indbyggertal (pr. 2008) på cirka 507.401 er landets næststørste by. Byen blev grundlagt i 1902, da jernbanen mellem Addis Ababa og Djibouti nåede området.
| Vejr for Dire Dawa, Etiopien            | Vejr for Dire Dawa, Etiopien | Vejr for Dire Dawa, Etiopien | Vejr for Dire Dawa, Etiopien | Vejr for Dire Dawa, Etiopien | Vejr for Dire Dawa, Etiopien | Vejr for Dire Dawa, Etiopien | Vejr for Dire Dawa, Etiopien | Vejr for Dire Dawa, Etiopien | Vejr for Dire Dawa, Etiopien | Vejr for Dire Dawa, Etiopien | Vejr for Dire Dawa, Etiopien | Vejr for Dire Dawa, Etiopien | Vejr for Dire Dawa, Etiopien |
|                                         | Jan                          | Feb                          | Mar                          | Apr                          | Maj                          | Jun                          | Jul                          | Aug                          | Sep                          | Okt                          | Nov                          | Dec                          | År                           |
| --------------------------------------- | ---------------------------- | ---------------------------- | ---------------------------- | ---------------------------- | ---------------------------- | ---------------------------- | ---------------------------- | ---------------------------- | ---------------------------- | ---------------------------- | ---------------------------- | ---------------------------- | ---------------------------- |
| Gennemsnitlig maks °C                   | 27,2                         | 28                           | 30                           | 29                           | 31                           | 33,5                         | 32                           | 31                           | 29,9                         | 28,5                         | 27,5                         | 27                           | 29,55                        |
| Gennemsnitlig °C                        | 22,1                         | 23,1                         | 25,7                         | 26,2                         | 27,6                         | 28,4                         | 27,1                         | 26,1                         | 26,5                         | 25,7                         | 22,9                         | 21,5                         | 25,24                        |
| Gennemsnitlig min °C                    | 14                           | 15,5                         | 16,3                         | 20                           | 21,3                         | 22,4                         | 20,6                         | 20,1                         | 20,5                         | 19,5                         | 15,7                         | 15                           | 18,41                        |
| Gennemsnitlig nedbør mm                 | 15                           | 33                           | 67                           | 103                          | 55                           | 20                           | 80                           | 117                          | 60                           | 19                           | 17                           | 8                            | 594                          |
| Kilde (2012-06-30): [Levoyageur Weather |                              |                              |                              |                              |                              |                              |                              |                              |                              |                              |                              |                              |                              |